# 2082
Cette page concerne l'année 2082  du calendrier grégorien.
L'année 2082 est une année commune qui commence un jeudi.
C'est la 2082e année de notre ère, la 82e année du IIIe millénaire et du XXIe siècle et la 3e année de la décennie 2080-2089.

## Autres calendriers
- Calendrier berbère : 3031 / 3032
- Calendrier hébraïque : 5842 / 5843
- Calendrier indien : 2003 / 2004
- Calendrier musulman : 1502 / 1503
- Calendrier persan : 1460 / 1461

## Événements prévisibles
- Toutes les informations classifiées détenues par le gouvernement britannique sur la guerre des Malouines doivent être libérées au public.[réf. nécessaire]

### Astronomie
- 27 février : Éclipse solaire annulaire passant par l'Amérique du Sud et finissant en Europe de l'Ouest, croisant ainsi le parcours de l'éclipse solaire précédente.